# Vostok 2018

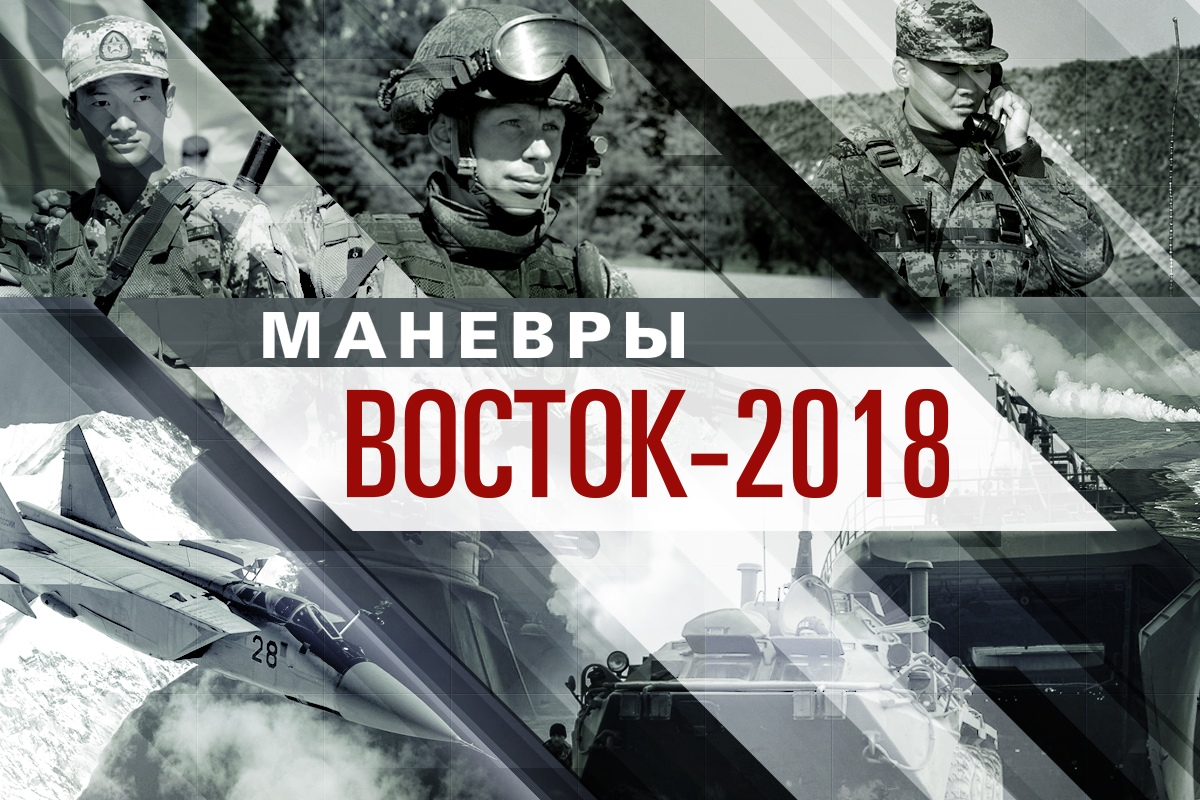
Colagem do Ministério da Defesa russo para o exercício Vostok 2018

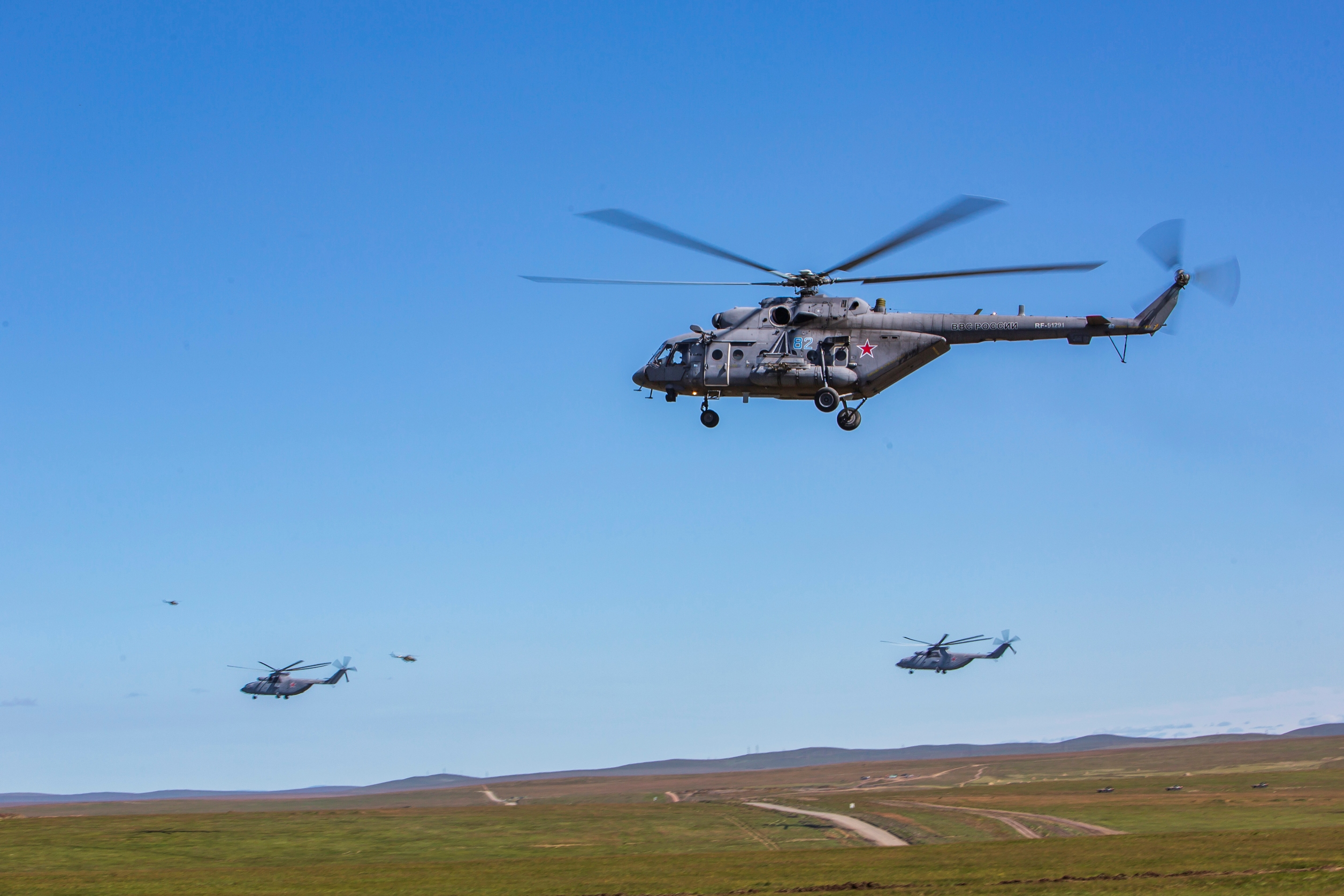
Um helicóptero Mil Mi-8 russo

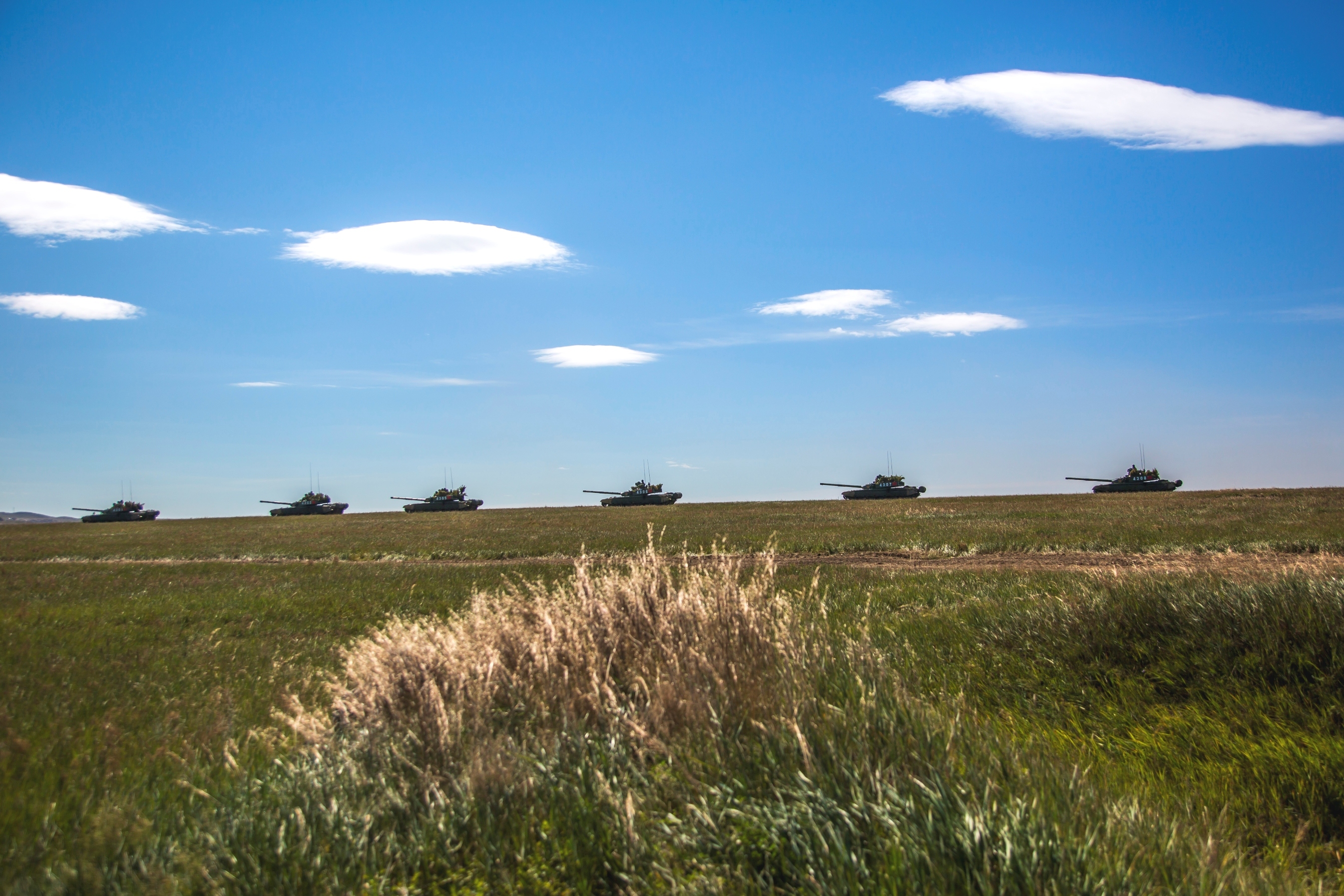
Tanques Type 96 chineses

Vostok 2018 (em russo:  Восток 2018) foi um exercício militar russo de grande escala, realizado de 11 a 17 de setembro de 2018, em toda a Sibéria e Extremo Oriente do país. O exercício envolveu unidades do Exército, Força Aérea e Marinha. China, Mongólia, bem como Turquia foram convidadas para o exercício.
No final de agosto de 2018, o Ministro da Defesa russo, Sergei Shoigu, disse que o exercício seria o maior a ser realizada na Rússia desde o Zapad-81, realizado pela União Soviética em 1981. Os exercícios de Zapad em 1981 envolveram entre 100 mil e 150 mil soldados e foram os maiores exercícios militares realizados pelos militares soviéticos. Shoigu, mais tarde, informou que cerca de 300 mil soldados tomariam parte nos exercícios, juntamente com 36 mil veículos e mil aviões. 80 navios de guerra também estiveram envolvidos no exercício. Vostok 2018 teve o dobro do tamanho do exercícios anterior na região, Vostok 2010.
O vice-Ministro da Defesa, Coronel-General Alexander Fomin informou que 91 observadores estrangeiros de 57 países estariam presentes no exercício.  Vostok 2018 teve lugar durante um período de deterioração das relações entre a Rússia e o Ocidente.A China e Mongólia participaram de Vostok 2018, com o Exército de Libertação Popular enviando cerca de 3200 soldados, mais de 900 peças de equipamento terrestre e 30 aeronaves. Pequim informou que os soldados participariam no treinamento em Tsugol, na região Trans-Baikal. O envolvimento chinês tenciona melhorar as relações militares russo-chinesas, bem como para prevenir preocupações sobre exercícios militares perto de suas fronteiras. O exercício conjunto também vai permitir à Rússia demonstrar que não é um país militarmente isolado. Houve relatos de que haveria o compartilhamento de informações entre as Forças Armadas russas e o Exército de Libertação Popular em lições de combate da Guerra Civil da Síria.

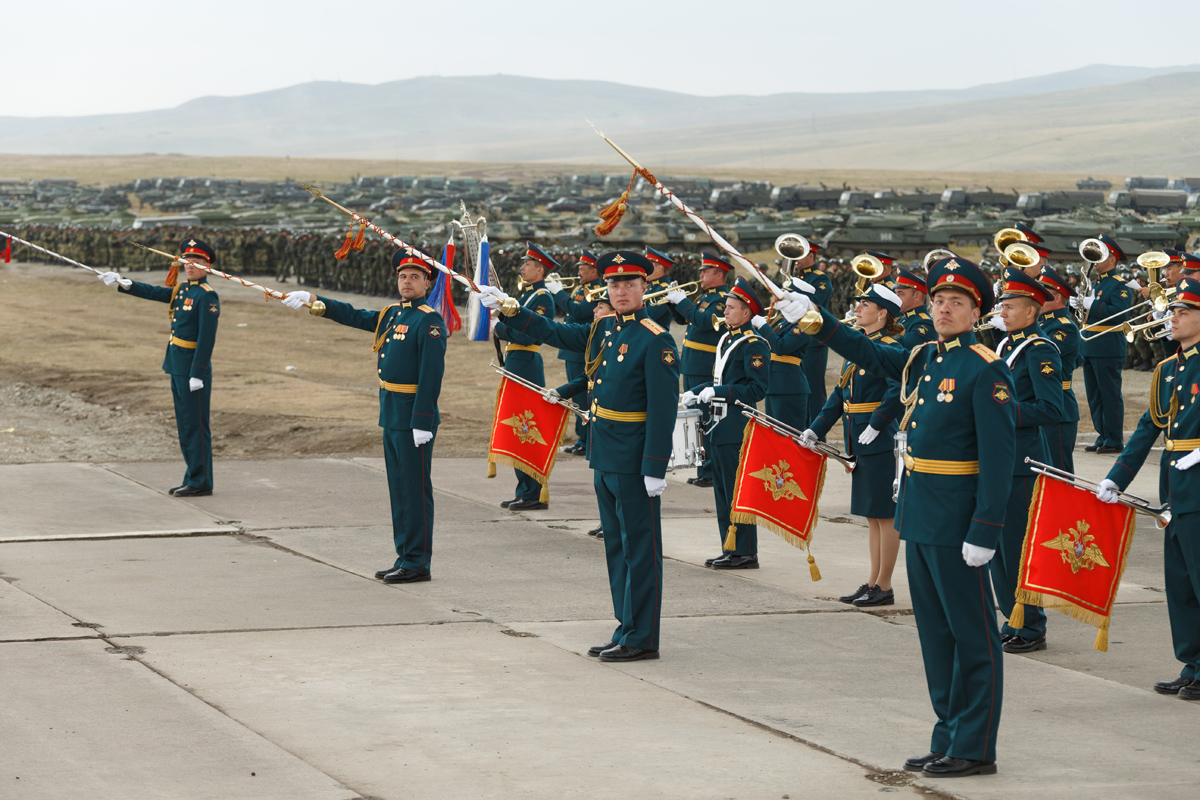
A Banda Militar do Distrito Militar do Oeste durante a parada de abertura de Vostok 2018.

O presidente da Rússia, Vladimir Putin, visitou os exercícios depois de participar do Forum Econômico do Leste em Vladivostok.